# Betriebsmittel (Produktion)
Betriebsmittel gehören in der Betriebswirtschaftslehre zu den elementaren Produktionsfaktoren, die über einen längeren Zeitraum hinweg für die betriebliche Leistungserstellung zur Verfügung stehen.

## Allgemeines
Erich Gutenberg hat in der Betriebswirtschaftslehre im Jahre 1951 eine klassische, heute noch geltende Unterscheidung der Produktionsfaktoren vorgenommen. Für ihn bilden die Betriebsmittel die technischen Voraussetzungen der betrieblichen Produktion. Danach werden die Elementarfaktoren objektbezogene Arbeit, Betriebsmittel und Werkstoffe zu Produkten und Dienstleistungen transformiert. Walther Busse von Colbe und Gert Laßmann differenzieren im Jahre 1991 noch weiter, indem sie nach dem Kriterium der unmittelbaren Zurechenbarkeit zum Endprodukt in Faktoren, die substantiell in die Produkte eingehen (Werkstoffe) und Faktoren, die nicht substantiell in die Produkte eingehen (Betriebsstoffe), unterscheiden. Erstere verändern ihre Form und Substanz und gehen „als selbständige Güter im Produktionsgeschehen“ unter. Letztere sind Betriebsstoffe wie Energie, Brennstoffe oder Schmiermittel.

## Arten
Man unterscheidet materielle und immaterielle Betriebsmittel:
- Zu den materiellen Betriebsmitteln gehören: Grundstücke, Gebäude, Maschinen und maschinelle Anlagen, Fuhrpark, Betriebs- und Geschäftsausstattung (Büromöbel, Lager- und Werkshalleneinrichtungen) und Werkzeuge einschließlich des Zubehörs dieser Sachen.
- Immaterielle Betriebsmittel sind betriebliche Konzessionen, Patente, Lizenzen, Schutzrechte und der Firmenwert sowie Informationen und Wissen.

## Abgrenzung
Entscheidend für die Eigenschaft als Betriebsmittel ist, dass es als Gebrauchsgegenstand fungiert und nicht als Verbrauchsstoff in die zu erstellenden Produkte eingeht. Da mithin Betriebsmittel wiederholt im Produktionsprozess einsetzbar sind, nennt man sie auch Potentialfaktoren. Die Kapazität der Betriebsmittel ist einerseits von ihrer Modernität, Abnutzungsgrad und dem Zustand ihrer Betriebsfähigkeit und andererseits vom Eignungsgrad für die spezielle Produktion in einem bestimmten Betrieb abhängig. Betriebsmittel heißen in der Organisationslehre auch Arbeitsmittel.

## Bilanzierung und Abnutzung
Nach § 266 Abs. 2 HGB gehören die Betriebsmittel zum Anlagevermögen eines Betriebs. Hierbei wird unterschieden zwischen immateriellen Vermögensgegenständen (A I) und Sachanlagen (A II). Für die Sachanlagen und den originären Firmenwert besteht eine Aktivierungspflicht, für selbst geschaffene immaterielle Vermögenswerte besteht nach § 248 Abs. 2 Satz 2 HGB ein Aktivierungsverbot.   
Nur Grundstücke unterliegen keiner Abnutzung. Die ständige Nutzung der übrigen Betriebsmittel führt zu deren Abnutzung und Verschleiß, der in den Kosten durch Abschreibungen zu verrechnen ist. Diese erscheinen nach § 275 Abs. 2 Nr. 7 HGB in der Gewinn- und Verlustrechnung und mindern den Gewinn oder erhöhen den Verlust am Bilanzstichtag.